# Eormenric del Kent
Eormenric (fl. VI secolo) è stato un sovrano anglosassone che regnò sul Kent dal 534/540 al 564/590. Era figlio di re Octa al quale succedette intorno al 540 e durante il suo regno si limitò a difendere le terre ereditate. Fu padre di Ethelbert del Kent, che gli succedette nel 580/590, secondo la Cronaca anglosassone.